# Leptopsalis hillyardi
Espèce
Synonymes
- Stylocellus hillyardi Shear, 1993

Leptopsalis hillyardi est une espèce d'opilions cyphophthalmes de la famille des Stylocellidae.

## Distribution
Cette espèce est endémique  de Sulawesi en Indonésie. Elle se rencontre dans le parc national Bogani Nani Wartabone sur le Gunung Poniki.

## Description
Le mâle holotype mesure 5,46 mm.

## Systématique et taxinomie
Cette espèce a été décrite sous le protonyme Stylocellus hillyardi par Shear en 1993. Elle est placée dans le genre Leptopsalis par Clouse et Giribet en 2012.

## Étymologie
Cette espèce est nommée en l'honneur de Paul Hillyard.

## Publication originale
- Shear, 1993 : « New species in the opilionid genus Stylocellus from Malaysia, Indonesia and the Philippines (Opiliones, Cyphophthalmi, Stylocellidae). » Bulletin of the British Arachnological Society, vol. 9, no 6, p. 174-188 (texte intégral).